# Anne Neu
Anne Neu, née le 7 avril 1980 à Hayange (Moselle), est une ancienne joueuse française de volley-ball du poste de libéro, professionnelle au club de Terville Florange OC de 1999 à 2013.

## Biographie

### Carrière
Originaire de Hayange en région Lorraine, elle commence la pratique du volley-ball à l’âge de 7 ans dans sa ville natale. A 14 ans, elle rejoint le Terville Florange OC, club où elle y effectuera toute sa formation avant de faire ses débuts en professionnelle avec l'équipe première lors de la saison 1999-2000 et d'en devenir au fil des saisons une joueuse emblématique.
Avec l'équipe de France junior, elle participe au Championnat d'Europe des moins de 20 ans 1998 où la sélection termine à la 10e place.
A l'issue de la saison 2006-2007, elle termine deuxième du Championnat de France de Nationale 1, derrière Stella ES Calais.
Lors de la saison 2010-2011, elle remporte la 1re édition du Championnat de Division Excellence devenue ensuite le Championnat de France Élite.

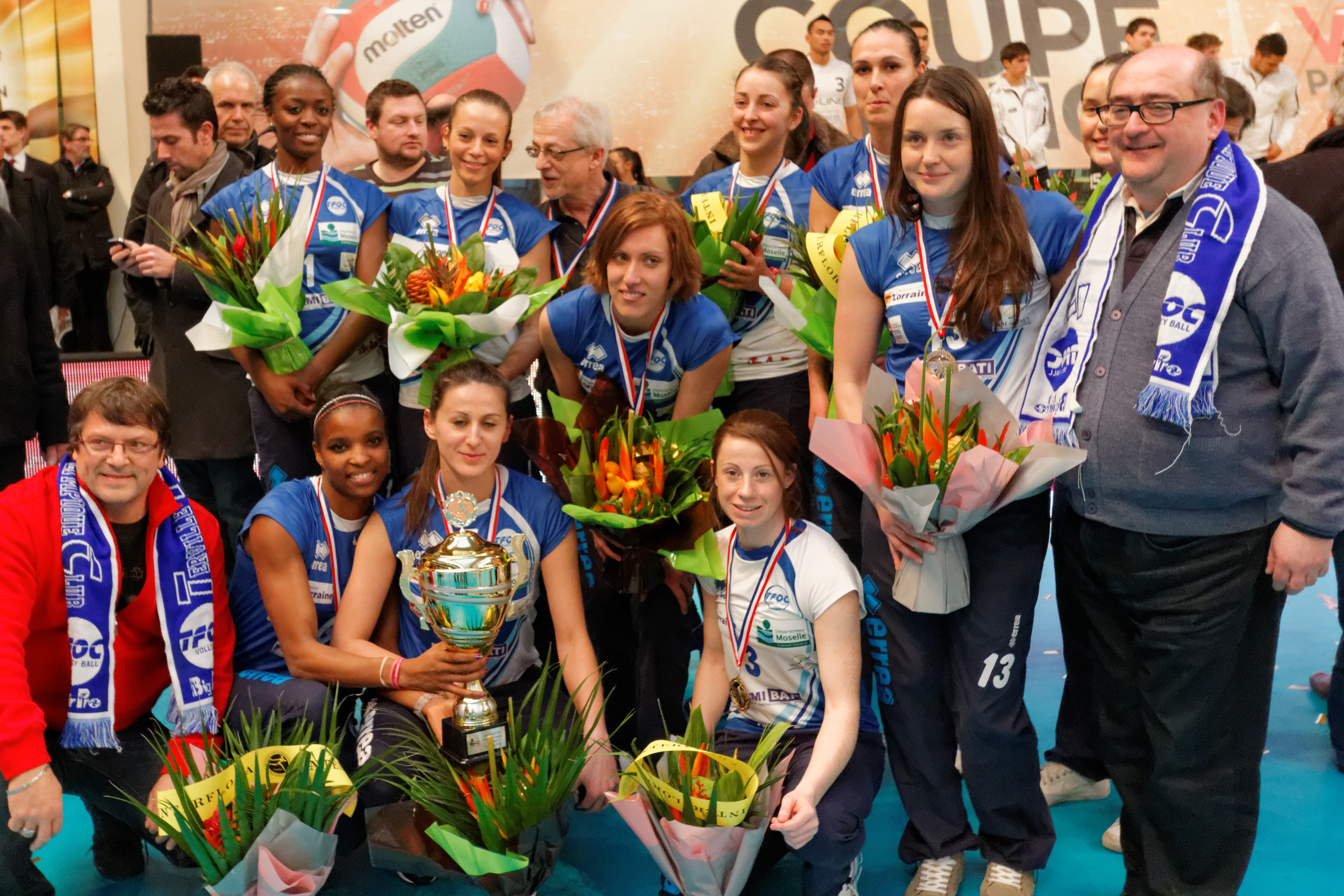
L'équipe de Terville Florange OC vainqueure de la Coupe de France amateur 2013 face au Vannes VB
(Anne Neu en maillot blanc).

Lors de l'exercice 2012-2013, elle remporte le doublé Championnat Élite-Coupe de France amateur. A l'issue de celui-ci et après 14 années passées sous le maillot du TFOC, elle annonce mettre un terme à sa carrière de joueuse professionnelle,.
De 2013 à 2015, elle évolue en Nationale 2 à l'ESH Hagondange puis en 2016 à l'ASVB Yutz-Thionville, clubs où elle entraîne dans le même temps des effectifs de jeunes, comme durant toute sa carrière au TFOC,. Elle travaille en parallèle à la Direction de l'Animation Communale de la mairie de Terville.
Elle devient également consultante à Moselle TV et commente des matchs féminin aux côtés d'Arnaud Demmerlé. En septembre 2022, elle est à l'affiche de deux rencontres (dont la finale) du Tournoi de France,. Ainsi que la rencontre internationale amicale avant les J.O du Brésil contre l'Allemagne au Galaxie d'Amnéville début juillet 2024.
Depuis 2021, elle joue dans le Championnat Luxembourgeois, au VC Mamer.

## Palmarès
- Championnat de France Élite (2) :
  - Vainqueur en 2011 et 2013.
  - Finaliste en 2007.

- Coupe de France amateur (1) :
  - Vainqueur en 2013.

- Coupe du Luxembourg (2) :
  - Vainqueur en 2022,2023, 2024 et 2025.
  - Supercoupe : finaliste 2022,2023 et 2024 - vainqueur : 2025
  - Championnat du Luxembourg :
  - vainqueur : 2025
  - vainqueur du premier triplé au Luxembourg avec le VC MAMER : Supercoupe, Coupe et Championnat
- Anne Neu a remporté 2 prix individuels pour l'année 2025 : MVP (meilleur joueur du championnat)  & Meilleur Libéro du championnat